# 舊長岡家住宅
舊長岡家住宅（日语： Kyūnagaokakejyūtaku */?）是一座位於日本德島縣美馬市脇町大字豬尻字西上野的古民家，建於享保20年（1735年），為日本的重要文化財。

## 概要
1966年，由於當時隨著生活環境變化而拆毀民家的情況日益加劇，文化財保護委員會（現文化廳）為了遏止這種情況，在日本全國展開了民家緊急調查，嘗試通過指定來保留這些建築物。1973年，民家緊急調查在德島縣展開，認為在縣內有8處民居具備重要文化財的價值，其中一處便是舊長岡家住宅。住宅原本位於脇町的西大谷地區，當時住宅的擁有者正打算拆毀住居，原地新建一個樓房，後來得知此事後便將住宅轉讓給脇町，進行了搬遷工程。1976年5月20日，住宅雖然獲指定為重要文化財，但是直到1979年才正式遷移至現址。住宅在西大谷時期是面向東邊，遷移後改成面向西邊。
住宅雖然曾經四度改建或維修，但是仍然沿用原來的木材。入口也只有一處，其餘三邊均是土牆，沒有用到杉樹皮、竹或木板之類的材料，這種建築方式在雨量不多的香川地方十分常見。屋內隔格則分為土間、中間和表，土間是工作用的地方，也是廚房，樹立了很多松木的柱子。中間則是起居間，在中央部份靠東的地方建有一個圍爐裏，與土間之間也有沒有任何障礙物，呈現出一個開放式的空間。表則是客廳，放置了佛壇和神棚，也跟中間一樣有一個圍爐裏。整個住宅裡由於也沒有押入，只有長持和五斗櫃，因此並沒有專用的地方放置寢室用具。住宅內也沒有鋪上疊蓆，只有在需要的時候才拿出來。

## 文化財
- 舊長岡家住宅以及上樑記牌1塊[1]